# 澳洲茄边碱
澳洲茄边碱是一種有毒的化學物質，會出現在茄科植物中，例如發芽的馬鈴薯、未成熟的蕃茄及茄子等，未成熟的龍葵果實也有澳洲茄边碱。澳洲茄边碱是一種衍生自澳洲茄胺的糖苷生物碱。
澳洲茄边碱也是一種不成功的抗癌用藥Coramsine中的成份之一，另一種主要成份是澳洲茄碱。Coramsine只進行到初步臨床試驗，因結果不夠充份而停止開發。